# Ganeswari
Ganeswari és un riu de les muntanyes Garo, avui districte d'East Garo Hills i districte de West Garo Hills) a Meghalaya, Índia, que acaba a Bangladesh. Neix a les muntanyes Kailas, i corre en direcció sud cap al districte de Maimansingh a Bangladesh. No s'indica en quin riu desaigua.